# Diplagnostidae
Famille
Les Diplagnostidae sont une famille fossile de trilobites primitifs de l'ordre des Agnostida.

## Classification
La famille des Diplagnostidae est décrite en 1936 par le paléontologue Frederick William Whitehouse (d).

### Collections
Selon Paleobiology Database en 2024, le nombre de collections de fossiles référencées est de 764 .

## Liste des genres
Selon GBIF (17 janvier 2024) :
- † Acadagnostus Kobayashi, 1939
- † Agnostotes Öpik, 1963
- † Aphelotoxon Palmer, 1965
- † Baltagnostus Lochman, 1944
- † Denagnostus Jago, 1987
- † Diplagnostus Jaekel, 1909
- † Dolichagnostus Pokrovskaya, 1958
- † Han Turvey, 2005
- † Iniospheniscus Öpik, 1979
- † Linguagnostus Kobayashi, 1939
- † Litagnostus Rasetti, 1944
- † Machairagnostus Harrington & Leanza, 1957
- † Nahannagnostus Pratt, 1992
- † Oedorhachis Resser, 1938
- † Oidalagnostus Westergård, 1946
- † Pseudagnostina Palmer, 1962
- † Pseudagnostus Jaekel, 1909
- † Pseudoglyptagnostus (Lu, 1964)
- † Sulcatagnostus Kobayashi, 1937
- † Xestagnostus Öpik, 1967